# أميليتي أبالو
أميليتي أبالو دوسيه (7 مارس 1962-9 يناير 2010) كان المدرب المساعد لمنتخب توغو الوطني لكرة القدم ومدير "ASKO Kara".